# Hidrocerussita
L'hidrocerussita és un mineral de la classe dels carbonats. Rep el seu nom en al·lusió a la seva composició: un carbonat de plom hidratat que és similar a la cerussita.

## Característiques
L'hidrocerussita és un carbonat de fórmula química Pb₃(CO₃)₂(OH)₂. Cristal·litza en el sistema trigonal. La forma dels cristalls va de piramidal a tabulars amb les cares {h0hl} hexagonals escarpades. La mida dels cristalls pot arribar als 4 cm. S'agrupen en agregats la forma dels quals va de lenticular a escates fines; els agregats són massius i escindibles. La seva duresa a l'escala de Mohs és 3,5.
Segons la classificació de Nickel-Strunz, l'hidrocerussita pertany a «05.BE - Carbonats amb anions addicionals, sense H₂O, amb Pb, Bi» juntament amb els següents minerals: shannonita, plumbonacrita, fosgenita, bismutita, kettnerita i beyerita.

## Formació i jaciments
L'hidrocerussita és un mineral secundari poc comú que apareix en les porcions oxidades de dipòsits de plom. Va ser descoberta a Långban, al municipi de Filipstad, (Värmland, Suècia). També ha estat trobada a Alemanya, Austràlia, Àustria, Bèlgica, el Canadà, els Estats Units, França, Grècia, Grenlàndia, Indonèsia, l'Iran, Itàlia, el Japó, Namíbia, Noruega, Polònia, el Regne Unit, la República Democràtica del Congo, la República Txeca, Rússia, Sud-àfrica, Suècia, Suïssa, Tunísia, el Vietnam, la Xina i Zàmbia. A Catalunya, se n'ha trobat a la mina Maria Magdalena, a Ulldemolins (Priorat, Tarragona).